# Verkehrsverbund Vogtland
Der Verkehrsverbund Vogtland (VVV) ist ein Verkehrsverbund im Südwesten Sachsens. Das Verbundgebiet umfasst die Fläche des Vogtlandkreises.
Der Verkehrsverbund Vogtland nimmt als 100%ige Tochter die Aufgaben des Zweckverbands ÖPNV Vogtland (ZVV) wahr. Im Rahmen des EgroNet übernimmt er auch die Koordinierung des grenzüberschreitenden Schienenpersonennahverkehrs nach Bayern, Thüringen und Tschechien.

## Teilnehmende Verkehrsbetriebe
Der Verbundtarif Vogtland des VVV gilt im Verbundgebiet bei folgenden Verkehrsunternehmen:
- Plauener Omnibusbetrieb GmbH, Plauen/Bad Elster (POB)
- Plauener Straßenbahn GmbH, Plauen (PSB)
- Die Länderbahn GmbH DLB (auch Vogtlandbahn), Viechtach (VBG)
- Bayerische Oberlandbahn (Mitteldeutsche Regiobahn), Chemnitz (MRB)

Verbundübergreifende Buslinien werden außerdem von den Unternehmen PRG Personen- und Reiseverkehr Greiz, Regionalverkehr Westsachsen, KomBus, Regionalverkehr Erzgebirge und durch die Verkehrsgemeinschaft Fichtelgebirge (Freizeit- und Fahrradbus, Thermenlinie) betrieben.

## Linien
Die Unternehmen im Verkehrsverbund betreiben:
- 6 SPNV-Linien im Verbundgebiet
- 59 Regionalbuslinien und 34 Schulbuslinien[2], darunter zahlreiche Rufbus- sowie 2 saisonale Linien im Raum der Talsperre Pöhl
- den Stadtverkehr in Plauen, bestehend aus 6 Straßenbahnlinien, 2 Stadtbus- und 4 Nachtbuslinien, 3 Anruflinientaxi-Angeboten sowie 2 Anrufsammeltaxi-Angeboten[3]
- die Stadtbusverkehre in Auerbach/Vogtl., Falkenstein, Markneukirchen, Bad Brambach, Weischlitz, Rodewisch, Reichenbach/Vogtl., Oelsnitz und Bad Elster
- Bürgerbusse in Lengenfeld, Adorf und Bad Elster

### Bahnlinien
Im Verbundgebiet betreiben 3 verschiedene Bahnverkehrsunternehmen 6 Linien. Die Länderbahn ist dabei mit ihrer Marke „Vogtlandbahn“ für den Großteil des lokalen SPNV zuständig.
| Linie | Verlauf                                             | Verbundgebiet                                    | Verkehrsunternehmen                                |
| ----- | --------------------------------------------------- | ------------------------------------------------ | -------------------------------------------------- |
| RE 3  | Dresden – Chemnitz – Zwickau – Plauen – Hof (Saale) | Reichenbach (Vogtl) ob Bf – Plauen (Vogtl) ob Bf | Bayerische Oberlandbahn (Mitteldeutsche Regiobahn) |
| RB 13 | Gera – Weida – Hof (Saale)                          | Mehltheuer – Gutenfürst                          | Erfurter Bahn                                      |
| RB 1  | Zwickau – Falkenstein – Kraslice                    | Irfersgrün – Klingenthal                         | Die Länderbahn GmbH                                |
| RB 2  | Zwickau (– Werdau) – Plauen – Cheb / Hof (Saale)    | Neumark (Sachs) – Bad Brambach / Gutenfürst      | Die Länderbahn GmbH                                |
| RB 4  | Gera – Greiz – Plauen – Weischlitz (– Adorf)        | Elsterberg – Weischlitz (– Adorf)                | Die Länderbahn GmbH                                |
| RB 5  | Kraslice – Falkenstein – Plauen – Mehltheuer        | Klingenthal – Mehltheuer                         | Die Länderbahn GmbH                                |

### Plus- und TaktBus
Zum 13. Oktober 2019 führte der Verkehrsverbund Vogtland mit dem „Vogtlandnetz 2019+“ den PlusBus und den TaktBus ein. PlusBusse verkehren montags bis freitags im Stundentakt, TaktBusse im Zweistundentakt. An Sams-, Sonn- und Feiertagen werden bei PlusBus-Linien mindestens 6 Fahrten pro Richtung im Zweistundentakt angeboten, der TaktBus besitzt als Mindeststandard 4 Fahrtenpaare an Samstagen. Es gibt abgestimmte Anschlüsse von und zu Zügen und Bussen.
Stand: 13. Februar 2022
| Linie | Endpunkte                   | Verlauf                                      | Verkehrsunternehmen              | Hauptroute in OSM |
| ----- | --------------------------- | -------------------------------------------- | -------------------------------- | ----------------- |
| 10+   | Falkenstein ↔ Reichenbach   | Auerbach – Rodewisch – Lengenfeld            | Plauener Omnibusbetrieb          | Route             |
| 20+   | Rodewisch ↔ Klingenthal     | Auerbach – Beerheide – Tannenbergsthal       | Plauener Omnibusbetrieb          | Route             |
| 22    | Sachsengrund ↔ Schöneck     | Morgenröthe-Rautenkranz – Tannenbergsthal    | Plauener Omnibusbetrieb          | Route             |
| 23    | Schneckenstein ↔ Dorfstadt  | Tannenbergsthal – Grünbach – Falkenstein     | Plauener Omnibusbetrieb          | Route             |
| 30+   | Bad Elster ↔ Klingenthal    | Adorf – Markneukirchen                       | Plauener Omnibusbetrieb          | Route             |
| 40+   | Plauen ↔ Steinsdorf         | Reißig – Jößnitz                             | Plauener Omnibusbetrieb          | Route             |
| 41    | Zeulenroda ↔ Mehltheuer     | Pausa – Mühltroff – Leubnitz                 | Plauener Omnibusbetrieb          | Route             |
| 42    | Zeulenroda ↔ Plauen         | Pausa – Mehltheuer – Syrau                   | Plauener Omnibusbetrieb          | Route             |
| 50+   | Plauen ↔ Rodewisch          | Taltitz – Oelsnitz – Falkenstein – Auerbach  | Plauener Omnibusbetrieb          | Route             |
| 60+   | Rodewisch ↔ Treuen          | Auerbach – Rebesgrün – Schreiersgrün         | Plauener Omnibusbetrieb          | Route             |
| 61    | Rodewisch ↔ Schönheide      | Auerbach – Schnarrtanne                      | Plauener Omnibusbetrieb          | Route             |
| 63    | Plauen ↔ Plohn              | Neuensalz – Treuen – Lengenfeld              | Plauener Omnibusbetrieb          | Route             |
| 64    | Rodewisch ↔ Schönheide      | Wernesgrün – Rothenkirchen – Stützengrün     | Plauener Omnibusbetrieb          | Route             |
| 70+   | Plauen ↔ Rodewisch          | Theuma – Bergen – Falkenstein – Auerbach     | Plauener Omnibusbetrieb          | Route             |
| 80+   | Netzschkau ↔ Hauptmannsgrün | Mylau – Reichenbach                          | Plauener Omnibusbetrieb          | Route             |
| 81+   | Reichenbach ↔ Greiz         | Friesen – Schönfeld                          | Personen- und Reiseverkehr Greiz | Route             |
| 83    | Reichenbach ↔ Treuen        | Netzschkau – Limbach – Hartmannsgrün         | Plauener Omnibusbetrieb          | Route             |
| 84    | Reichenbach ↔ Elsterberg    | Netzschkau – Reimersgrün – Coschütz          | Plauener Omnibusbetrieb          | Route             |
| 89    | Mylau ↔ Waldkirchen         | Reichenbach – Schneidenbach – Lengenfeld     | Plauener Omnibusbetrieb          | Route             |
| 90+   | Plauen ↔ Aschberg           | Oberlosa – Oelsnitz – Schöneck – Klingenthal | Plauener Omnibusbetrieb          | Route             |
| 92    | Plauen ↔ Bad Elster         | Oelsnitz – Adorf                             | Plauener Omnibusbetrieb          | Route             |
| 93    | Schöneck ↔ Bad Elster       | Markneukirchen – Adorf                       | Plauener Omnibusbetrieb          | Route             |

## Tarif
Der Verbundtarif Vogtland, der bei allen oben genannten Verkehrsbetrieben anerkannt wird, orientiert sich mit seiner Fahrpreisberechnung an Zonen, die auf Gemeindeteilen basieren.
Das Fahrrad kann in allen Zügen des Nahverkehrs, Bussen und Straßenbahnen kostenfrei mitgenommen werden.

## Logo

Ehemaliges Logo des VVV

Am 13. Juni 2016 gab der Verkehrsverbund bekannt, dass er sein Corporate Design umstellen wird. Zukünftig wird das Logo der Dachmarke des Tourismusverbands Vogtland genutzt, welches um einen Zusatz „Verkehr“ erweitert wird. Der Verband verzichtet damit auf sein bisheriges Logo und will damit die Region Vogtland bekannter machen und stärken.

## Zweckverband Öffentlicher Personennahverkehr Vogtland
Der Zweckverband Öffentlicher Personennahverkehr Vogtland (ZVV) ist der Aufgabenträger für den ÖPNV im Vogtlandkreis. Dieser beauftragt den Verkehrsverbund Vogtland mit der Bestellung von Nahverkehrsleistungen. Der Verkehrsverbund ist ein 100%iges Tochterunternehmen des Zweckverbandes.
Im Jahr 2022 wurden die Unternehmen Plauener Omnibusbetrieb GmbH und Verkehrsgesellschaft Vogtland mbH aufgrund deren finanzieller Schwierigkeiten durch den ZVV übernommen. Die Unternehmen erhielten ursprünglich als Bietergemeinschaft den Zuschlag zur Erbringung der Busleistungen im Vogtland ab Oktober 2019 für zehn Jahre. 2024 ging die Verkehrsgesellschaft Vogtland mbH unter dem Dach des ZVV in der Plauener Omnibusbetrieb GmbH auf.